# Holzbach (Neckar)
Der Holzbach ist ein etwas über 5 km langer linker Zufluss des Neckars im mittleren Baden-Württemberg. Er entspringt südlich der Stadt Ludwigsburg auf der Gemarkung von Kornwestheim und mündet nördlich von Stuttgart nahe dem Remsecker Stadtteil Aldingen. Abschnittsweise ist er auch unter den Namen Gänsbach und Mussenbach bekannt.

## Geographie

### Verlauf

#### Abschnitt Gänsbach
Der Holzbach entspringt unter dem Namen Gänsbach oder Mussenbach im Langen Feld im Landkreis Ludwigsburg nördlich der Stadt Kornwestheim auf deren Gemarkung unweit des Ludwigsburger Stadtteils Grünbühl-Sonnenberg. Er fließt erst in Richtung Südwesten auf die Bebauung der Stadt Kornwestheim zu und danach am Ortsrand entlang in Richtung Südosten, wo er die örtliche Kläranlage durchquert und deren Abfluss aufnimmt. Dieser Abschnitt des Holzbachs ist zumeist verdolt oder ein offenliegendes Betongerinne und auch unter dem Namen Moldengraben bekannt.
Die großen Zuflüsse auf diesem Abschnitt sind der linke Frauenriedbach aus dem Golfplatz sowie ein rechter und ebenfalls überwiegend unterirdisch verlaufender Seitenarm, der das Stadtgebiet von Kornwestheim ostwärts durchquert, in dessen Süden etwa parallel zur Aldinger Straße (L 1144). Er wird ebenfalls Holzbach oder Gumpenbach genannt, früher anscheinend auch Trugenbach. Bei der Gumpenbachbrücke unterquert dieser Arm die Bundesstraße 27 und mündet schließlich etwas vor der Kläranlage in den Hauptstrang des Holzbachs. Im 19. Jahrhundert galt dieser Zufluss noch als der Hauptwasserlauf des Gänsbachs. Damals wurden mehrere Mühlen entlang des Bachlaufs betrieben, während heute die meisten Quellen gefasst sind und direkt in die Kanalisation geleitet werden.

#### Abschnitt Mussenbach/Holzbach
Nach der Kornwestheimer Kläranlage läuft der nun Mussenbach oder Holzbach genannte Wasserlauf südlich des Flugplatzes Pattonville oberirdisch durch das Gemarkungsgebiet des Stuttgarter Stadtteils Mühlhausen. Er fließt nun stetig in südöstlicher Richtung. Auf der erneut zum Landkreis Ludwigsburg gehörenden Gemarkung von Remseck-Aldingen durchfließt er weiter in südöstlicher Richtung seine Talrinne ''Mussental'' (auch: Kuffental, Müssental, Mussenbachtal oder Holzbachtal), wobei er das Biotop „Feldgehölz Waldweingärten“ passiert. Nach einem erneut verdolten Teilstück tritt er unter dem Namen Holzbach wieder ans Tageslicht. Nach wenigen hundert Metern wird er von der L 1100 überquert, um anschließend eine Grünzäsur zwischen einem Gewerbegebiet und einem P+R-Parkplatz südlich von Aldingen zu bilden. Kurz vor der Mündung überquert ihn der Neckartal-Radweg. Schließlich mündet er nach 5,3 km Lauf von links und zuletzt Westen in den Neckar.

### Einzugsgebiet
Der Holzbach hat ein ca. 14,7 km² großes Einzugsgebiet, dessen größte Höhen sich an seinem Westrand befinden und wenig über 330 m ü. NHN erreichen. Das Einzugsgebiet liegt hauptsächlich im südlichen Teil des zum Naturraum Neckarbecken gehörenden Langen Feldes. 72 % des Einzugsgebietes des Holzbaches zählen zur Gemarkung Kornwestheim, die wiederum bis auf einige Randgebiete größtenteils zum Einzugsgebiet gehört. Ab dem Übertritt auf die Gemarkung Mühlhausens verengt sich das Einzugsgebiet zu einem schmalen Band um den Bach. Das mündungsnahe Gebiet des Holzbachs auf der Gemarkung von Remseck zählt zum naturräumlichen Unterraum Marbach-Waiblinger-Täler.
Nördlich des Holzbaches wird das bebaute Ludwigsburger Stadtgebiet über die in Richtung Neckarweihingen führende Steigenklinge Thäle der Marbacher Straße zum Neckar entwässert, weiter im Osten nimmt dort der etwas weiter aufwärts den Neckar erreichende Lochwaldgraben den Abfluss zur anderen Seite auf, im Nordosten wird das umgebende Lange Feld durch dessen rechtes Nebental Regental und den Hartmannsgraben zum Neckar hin entwässert. Südlich des Holzbachs liegt das Einzugsgebiet des oberhalb des Holzbachs in den Neckar mündenden Stuttgarter Feuerbachs, auf dem längsten Teil ist dabei jenseits der Wasserscheide dessen linker Zufluss Bisachgraben näher. Die in der Landschaft am wenigsten auffällige Wasserscheide im Westen und Nordwesten grenzt ans Einzugsgebiet der Enz, auf einem kurzen Stück im Südwesten konkurriert jenseits der Scheide der Aischbach über den Münchinger Räuschelbach zu deren großem Zufluss Glems, im übrigen westlichen und nordwestlichen Abschnitt der Möglinger Leudelsbach zur Enz selbst.

### Zuflüsse und Seen
Liste der Zuflüsse und  Seen von der Quelle zur Mündung. Gewässerlänge, Seefläche, Einzugsgebiet und Höhe nach den entsprechenden Layern auf der Onlinekarte der LUBW. Andere Quellen für die Angaben sind vermerkt.
- Riedlensgraben, von rechts und Nordwesten auf etwa 281 m ü. NHN gegen das Nordwestende des Golfplatzes Kornwestheim, 0,4 km. Entsteht nahe der Ausfahrt an der B 27 südlich von Ludwigsburg und durchfließt die Braunwiesen. Unbeständig.
- Kriegsrain, von rechts und Westen auf etwa 273 m ü. NHN gegenüber dem Westrand des Golfplatzes, 1,1 km. Entsteht nördlich von Kornwestheim an der Bahnlinie und läuft längstenteils an Feldwegen und Grundstücksgrenzen entlang. Unbeständig.
- Durchläuft einen Teich unmittelbar vor dem nordöstlichen Bebauungsrand Kornwestheims, 0,1 ha.
- Frauenriedbach, von links und Ostnordosten auf etwa 269 m ü. NHN nahe an einer Gärtnerei am Rand des Golfplatzes, 1,7 km. Entsteht bei den Sportplätzen am Westrand von Pattonville und durchläuft den Golfplatz. Unbeständig.
- Holzbach/Gumpenbach, früher auch Trugenbach, von rechts und Westen. Näheres siehe oben → Abschnitt Gänsbach
- (Bach vom Küh(l)lochbrunnen), von rechts und Westen auf etwa 249 m ü. NHN gleich nach der Kläranlage, ca. 0,4 km.[LUBW 7] Die Quelle liegt heute am Ortsrand von Kornwestheim nahe dem Knick der Enzstraße.

## Diverses
- Die Aldinger Sage vom Holzbachgeist nimmt auf diesen Wasserlauf Bezug.[6]
- Ursprünglich sollte die nahe seiner Mündung in den Neckar gelegene Haltestelle der Stuttgarter Stadtbahn nach dem Holzbach benannt werden. Ein nahegelegener Baumarkt erwarb jedoch das Recht zu dessen Benennung, daher heißt die Haltestelle nun stattdessen Hornbach.[7]

### LUBW
Amtliche Online-Gewässerkarte mit passendem Ausschnitt und den hier benutzten Layern: Lauf und Einzugsgebiet des Holzbachs
Allgemeiner Einstieg ohne Voreinstellungen und Layer: Daten- und Kartendienst der Landesanstalt für Umwelt Baden-Württemberg (LUBW) (Hinweise)
1. 1 2 3  Länge nach dem Layer Gewässernetz.
2. 1 2 3  Einzugsgebiet nach dem Layer Basiseinzugsgebiet (AWGN).
3. 1 2  Name nach dem Layer Gewässername.
4. ↑  Biotopkartierung gemäß Layer Geschützte Biotope.
5. ↑  Seefläche nach dem Layer Stehende Gewässer.
6. ↑  Höhe nach dem Höhenlinienbild auf dem Hintergrundlayer Topographische Karte.
7. ↑  Länge abgemessen auf dem Hintergrundlayer Topographische Karte.

### Andere Nachweise
1. ↑  Stauziel des Neckars zwischen den Doppelschleusen Hofen und Aldingen.
2. 1 2 3 4 5  Stadt Kornwestheim – Landschafts- und Umweltplan 2030. (PDF) Abgerufen am 29. März 2021.
3. ↑  Name Trugenbach nach:
  - Meßtischblatt 7121 Cannstatt von 1930 in der Deutschen Fotothek
4. ↑  Karl Eduard Paulus (Hrsg.): Beschreibung des Oberamts Ludwigsburg (= Die Württembergischen Oberamtsbeschreibungen 1824–1886. Band 39). Karl Aue, Stuttgart 1859 (wikisource.org).
5. ↑  Neckartal-Radweg. Interaktive Karte. Abgerufen am 9. April 2021.
6. ↑  Schauergeschichten aus dem Kreis Ludwigsburg - Hier spukt es im Landkreis. In: Stuttgarter Zeitung. 23. Oktober 2019, abgerufen am 11. September 2020.
7. ↑  Kristina Winter: Künftig keine Parkplätze mehr für den Baumarkt. In: LKZ.de (Ludwigsburger Kreiszeitung). 12. Januar 2021, abgerufen am 29. März 2021.